# Do It
Do It är en låt av den portugisisk-kanadensiska sångerskan Nelly Furtado och finns på hennes tredje album Loose (2006). Låten skrevs av Furtado, Timbaland och Janne Suni och producerades av Timbaland och Danja (Hills). Den har sexuellt suggestiva texter, där låtens huvudperson ber en älskare att tillfredsställa henne fysiskt.
I januari 2007 avslöjades det att Timbaland plagierat melodin i "Do It" från en tidigare låt av Janne Suni. "Do It" nådde topp tjugo i Kanada och en nummer ett hit i USA, där det blev Furtados lägsta toppsingel på Billboard Hot 100, den nådde högre positioner på listor i Europa.